# Ел-Темур
Ел-Темур (Іль-Темур, Яньтемур) (кит.: 燕鉄木児; 1285 — 1333) — військовий і державний діяч часів династії Юань.

## Життєпис
Походив зі знатного кипчацького роду. Син Чунгура, очільника кипчацької гвардії. Вперше згадується у 1307 році, коли після смерті Оладжейту-Темура разом з батьком, Асан-бугою і Інол-Токтою виступив на боці Хайсан-Хулуга, сприявши тому у захопленні влади. Після смерті Хайсан-Хулуга у 1311 році рід Ел-Темура послабив свій вплив.
За часів Єсун-Темура обіймав посаду ч'єн-юаня (помічника керівника) Військового комітету та голови залоги столиці імперії — Даду. 1328 року після смерті Єсун-Темура підняв повстання проти нового імператора Раджапіки, якого переміг, схопв та стратив. Новим імператором Ел-Темур поставив Туг-Темура, сина Хайсан-Хулуга.
Спочатку фактично керував спільно з Байяном. У 1331—1332 роках придушив повстання в Юньнані. Для посилення свого роду призначив на провідні посади стрийка Бука-Темура, братів Садуня йДариндарі, синів Тенгиса і Талахая. Також встановив контроль над 6 імператорськими гвардіями, 3 з яких складалися з кипчаків.
Поступово проти Ел-Темур склалася опозиція з військовиків Байяана, Ус-Темур й Харгасун та імператриця Будаширі. Остання після смерті Туг-Темура 1332 року привела на трон Ірінджібала, який призначив канцлером Байяна. Але 133 року імператор помер, а Ел-Темур повернувся до влади, поставивши на трон Тоґон-Темура, що одружився з донькою Ел-Темура — Данашрі. Алетого ж рокуЕл-Темур помер, а 1335 рокуйого сини загинули внаслідок повстання проти Байяна.